# クロなら結構です
クロなら結構です（くろならけっこうです）は日本のロックバンド、モーモールルギャバンの2枚目のアルバム（ミニアルバム、メジャーでは初のアルバム）。ビクターエンタテインメントのレーベル「Getting Better」から2010年6月23日にリリースされた。

## 解説
- プロデュースはヨシオカトシカズ、ジャケットは中村佑介が手掛けた。
- アルバムのタイトルは『パンティー泥棒の唄』の歌詞（曲中のセリフ）から。
- 『悲しみは地下鉄で』にヨーロッパ企画の永野宗典がインスパイアを受け、短編映画化された[1]。舞台はモーモールルギャバンとヨーロッパ企画の活動拠点である京都。全20分のうち楽曲部分はミュージック・ビデオになっている[2]。

## 収録曲
1. J-POP (3:22)
インスト曲。
2. ユキちゃんの遺伝子 (4:01)
PVが作製されている。
3. 裸族 (3:59)
『サイケな恋人』収録曲の再録音版。
4. mobile call (3:41)
インスト曲。
5. 悲しみは地下鉄で (5:32)
6. パンティー泥棒の唄 (4:14)
モーモールルギャバン結成のきっかけになった曲[3]。
『モーモールルギャバン』収録曲の再録音版。

（作詞・作曲：モーモールルギャバン）

## 参加メンバー
- ゲイリー・ビッチェ (矢島剛) ：ドラム/ヴォーカル (#2, #3, #5, #6)
- T-マルガリータ (丸山知秀) ：ベース/コーラス
- ユコ＝カティ (尾家祐子) ：キーボード/ヴォーカル (#3) /コーラス